# San Juan Opico
San Juan Opico es un distrito de El Salvador, perteneciente al municipio de La Libertad Centro, departamento de La Libertad, ubicado en la región central del país, a 42 kilómetros de San Salvador, capital de la república. 
El distrito posee una extensión territorial de 218 km² y una población de 97,210 habitantes según la estadística gubernamental del censo 2024.
Sus puntos límites son: al Norte con el distrito de San Pablo Tacachico, al Sur con el distrito de Colón, al Este con el distrito de San Matías y Quezaltepeque, y al oeste con los distritos de Ciudad Arce y Coatepeque (en el departamento de Santa Ana). 
| Censo | Población | Cambio | Porcentaje |
| ----- | --------- | ------ | ---------- |
| 2007  | 74 280    | N/D    | N/D        |
| 2024  | 97 210    | 22 930 | 30.9%      |

Dentro de su territorio está el sitio arqueológico precolombino Joya de Cerén (El Salvador) además de una iglesia construida en la época colonial.

## Historia

### Orígenes y toponimia
Esta antiquísima población precolombina fue fundada por pueblos nahuas hacia el siglo XII de la Era Cristiana y perteneció al Señorío de Cuzcatlán. En idioma náhuatl, Opico significa «lugar donde se arrancan corazones» o «ciudad de los sacrificios» pues provienen de las raíces ‘yúlut’ o ‘yolot’, ‘O’,en forma incluida «Corazón»; ‘pi’, «Arrancar»; y ‘co’, sufijo locativo.

### Época Colonial
En 1,550 tenía unos 500 habitantes. En 1740, según el alcalde mayor de San Salvador don Manuel de Gálvez Corral, San Juan Opico era pueblo habitado de mulatos que componen doscientos veinte y cinco ladinos que sirven de soldados en las compañías de su Valle y tiene los frutos de maíz y gallinas, y un ingenio de fierro. Dice monseñor Pedro Cortés y Larraz, que en 1770 Opico era cabecera de la parroquia de su mismo nombre y que dicho curato tenía como anejos a los pueblos de Tacachico, Jayaque, Tepecoyo y Sacacoyo.  Al crearse la Intendencia de San Salvador el año de 1786 el pueblo de Opico vino a ser cabecera del extenso partido de Opico. A principios del siglo XIX este partido comprendía 10 pueblos de indios, 4 pueblos y 3 aldeas de ladinos y 32 haciendas pobladas por 53 españoles, 3,764 mulatos y ladinos y 2,205 indígenas, según el corregidor intendente Antonio Gutiérrez y Ulloa (1807). Los pueblos y aldeas de indios y ladinos del partido de Opico eran: Opico (San Juan Opico), Quezaltepeque, Ateos (bastante destruido), Chiltiupán, Comasagua, Jayaque, Sacocoyo, Tacachico, Talnique, Tamanique, Teotepeque, Tepecoyo y Jicalapa (hoy del departamento de La Libertad), Cacaluta (San Julián), Zapotán (Santa Isabel Ishuatán), Cuisnahuat y Mizatla (hoy del departamento de Sonsonate), y El Paisnal (hoy del departamento de San Salvador). Del pueblo de Opico, Gutiérrez y Ulloa dice textualmente: Pueblo de indios y ladinos a 3 leguas de Quezaltepeque, clima cálido y seco; cultivan añil y algunos frutos y crían ganado; el aumento que van tomando las castas va destruyendo la población de naturales.

### Pos-independencia
Época Federal
El partido y el pueblo de Opico entraron a formar parte del primitivo y extenso departamento de San Salvador, el 12 de junio de 1824. Por Ley de 6 de abril de 1827 el partido de Opico perdió a favor del partirlo de Izalco, pero únicamente en el ramo judicial, los municipios de Cuisnahuat y San Julián Cacaluta. Por Decreto Ejecutivo de 4 de octubre de 1833, ratificado por las Cámaras Legislativas en 22 de abril de 1834, se segregó el pueblo de Quezaltepeque del partido de Opico y se incorporó en el de San Salvador tanto en l°. judicial como en lo gubernativo. El partido de Opico se denominó de Quezaltepeque por Ley de 22 de mayo de 1835 y en esta fecha se incorporó en el departamento de Cuzcatlán. El pueblo de Opico quedó incluido en estas nuevas divisiones político administrativas. Sin embargo, el 9 de marzo de 1835 el pueblo de Quezaltepeque, no el partido, se incorporó en el Distrito Federal de la República de Centroamérica y esto dio origen al Decreto Legislativo de 30 de julio de 1836, por medio del cual se volvió a elevar a la categoría de cabecera de distrito al pueblo de Opico, con jurisdicción en su antigua área geográfica, excepto en el citado municipio de Quezaltepeque. La Ley de 30 de septiembre de 1836 segregó del partido de Opico y del departamento de Cuzcatlán a los pueblos de San Julián Cacaluta, Cuisnahuat, Zapotlán (hoy Santa Isabel Ixhuatan) y Mizata tanto en lo judicial como en lo gubernativo. Todos estos pueblos quedaron incorporados en el departamento de Sonsonate: los tres primeros en el distrito de Izalco y el último en el distrito de Sonsonate. En marzo de 1839 las autoridades del Estado de El Salvador se trasladaron de Cojutepeque al pueblo de Opico, a raíz de la derrota sufrida por los salvadoreños que comandaba el coronel colombiano don Narciso Benítez en el paraje denominado El Jícaro, de la hacienda San Francisco, en el departamento de San Vicente.
Sucesos Posteriores
Por Ley de 5 de abril de 1842, el partido de Opico se segregó del departamento de Cuzcatlán y se incorporó en el departamento de San Salvador. El 22 de febrero de 1851 el general Ramón Belloso ocupó la población de Opico con 400 soldados, a fin de proteger la retaguardia del ejército nacional acantonado en Coatepeque, después de la calamitosa derrota de La Arada.
Titulo de Villa
Durante la administración del coronel José María San Martín y por Acuerdo de las Cámaras Legislativas de 20 de febrero de 1855, se confirió el título de villa al pueblo de Opico. En un informe municipal, de 1 de diciembre de 1860, consta que la población de villa de Opico era de 3,452 almas alojadas en 173 casas de teja y 42 de paja. "Lo que tiene de más notable esta población -dice ese documento-, es no sentirse temblores de tierra, pues en ningún tiempo han hecho estrago aun los más fuertes que ha habido en la República; pero en cambio de este beneficio, sufre en la estación de invierno tempestuosas tormentas, las que arrojando rayos han causado casi en todos los tiempos desgracias ya en individuos, en casas y animales. Sus calles no están bien delineadas". "Hay una iglesia con regular portada que contiene dos sacristías: una al Sur y otra al Norte, en cuyo frente se le está construyendo un atrio de calicanto que tiene al Sur cincuenta y una varas; al Oeste, cincuenta y dos y al Norte cincuenta y ocho; el cual promete ser, según los materiales que se acopian, una de las obras que hermosearán notablemente el templo y dará realce a la población". "Hay. una casa parroquial cubierta de teja, de. cuarenta varas de longitud y quince de latitud, con sus correspondientes oficinas y caballeriza. La parroquia de que se ha hecho mención tiene ocho altares, un órgano y dos campanas, siendo de notarse que desde el año de cincuenta y siete (1857) que es a cargo del muy digno sacerdote D. Pío Cantarero se han mejorado unas cosas y comprado otras. Las mejoradas son, el órgano, la lámpara, salvias y blanqueado del templo. Las hechas nuevamente, dos vinajeras, una magnífica custodia, nueve ornamentos, un San Juan y una Concepción, ambas imágenes ricamente vestidas. Una cómoda, una silla, una araña de cristal, un almaizal, una ampolleta, cuatro blandones y doce candeleros. A instancias del mismo Párroco asociado con los mejores vecinos del lugar se consiguió que el gobierno cediése al beneficio del atrio 1,500 pesos". "Hay un cabildo cubierto de teja, de treinta varas de largo y dote de ancho, enladrillado, con tres piezas: una que servía al extinguido Juzgado de 1a Instancia, otra donde se reúne la municipalidad y otra que sirve a los alcaldes auxiliares. En el mismo edificio hacia el Oeste está la escuela, no siendo muy propio para ello. Hay dos cárceles de calicanto con buenos cerrojos que sirven para ambos sexos". "La enseñanza primaria es a cargo de D. Leocadio Trujillo que la sirve por veinte pesos, enseña a leer, escribir, las primeras nociones de aritmética, moral y doctrina cristiana. Concurren setenta niños." Respecto al gobierno local de la villa de Opico el citado informe municipal dice: "Las autoridades civiles y militares consisten en un alcalde, tres regidores y un síndico. Un Comandante de distrito, un teniente subalterno y cincuenta de tropa milicianos. La junta electoral se compone de veinte electores. El alcalde es el jefe del partido compuesto de trece pueblos. Se erigió en jefatura el año treinta y tres (1833) Y se le dió el título de villa el año de cincuenta y cinco (1855)". Por esta época se había demolido el cementerio viejo y Opico contaba con uno nuevo situado a tres cuadras al oeste de la iglesia  parroquial, "de setenta varas de longitud y cincuenta de latitud teniendo de altura dos varas y media, siendo sus paredes de adobe cubiertas de un albardón de ladrillo, y mezcla fina". Por Ley de 28 de enero de 1865, se creó el departamento de La Libertad y en esta nueva jurisdicción departamental quedó incorporado el pueblo y partido de Opico, pero notoriamente reducido este último, pues sólo quedó formado por los municipios de Opico, como cabecera, y Tacachico y Quezaltepeque, como anexos. De acuerdo con la estadística del departamento de La Libertad hecha por el gobernador José López en el 23 de mayo de 1865, tenía una población de 4086 personas. El 19 de noviembre de 1870, se inauguró en Opico el servicio de telégrafo. De su jurisdicción se desmembraron el valle de Sapullo y los caseríos Pueblo y Mazajapa, para constituir el 17 de febrero de 1877 el pueblo de San Matías.
Titulo de Ciudad
Durante la administración del doctor Rafael Zaldívar y por Decreto Legislativo de 4 de febrero de 1881, se elevó a la villa de Opíco al rango de ciudad. En el 4 de mayo de 1882 se inauguró la Escuela Nocturna de Artesanos bajo la dirección de Yanuario Argumedo, el gobernador del departamento Matías Castro Delgado estuvo presente.
En 1890 tenía 6,890 habitantes. "Opico -dice el geógrafo don Guillermo Dawson - es una población de aspecto sencillo y pintoresco. Está dividida en cinco barrios, llamados El Calvario, Las Flores, La Trinidad, Las Cruces y El Refugio. Sus principales edificios públicos son el cabildo y la iglesia parroquial". El 25 de junio de 1921 se segregaron de su jurisdicción los valles de El Chilamatal, Santa Rosa, Las Cruces, La Esperanza, San Andrés, Zapotitán, El Espino y Caña de Tarro, para constituir el pueblo de El Chilamatal (hoy Ciudad Arce).
Para el 30 de diciembre de 1883, se había construido una oficina telegráfica y una casa escolar. De acuerdo al presupuesto general para el año económico de 1883, la oficina telegráfica estaba bajo el mando de un telegrafista con un sueldo anual de 300 pesos, y un celador con un sueldo anual de 180 pesos.

### SigloXX
En la mañana del 22 de julio de 1905 fue inaugurado por el ministro de Fomento José Rosa Pacas el nuevo Puente San Juan sobre el Río Sucio, este es un puente de hierro en la carretera que conducía de Opico a lo que era la estación ferrocarrilera del Sitio del Niño.

## Cantones
El municipio cuenta con 28 cantones:
- San José la Cueva
- Talcualuya
- El Castillo
- Buena Vista
- Nombre de Dios
- San Antonio
- San Pedro Mártir
- Tehuicho
- Barranca Honda
- Los Amates
- Pitichorro
- Nueva Encarnación
- Chantusnene 121
- San Nicolás Encarnación
- Minas de Plomo
- San Pedro Oriente
- San Felipe
- Los Encuentros
- Agua Escondida
- Lomas de Santiago
- Joya de Cerén
- Sitio del Niño
- Chanmico
- El Matazano
- Sitio Grande
- El Jabalí
- Las Delicias
- Las Granadillas